# Aethopyga linaraborae
La suimanga de Lina (Aethopyga linaraborae) es una especie de ave paseriforme de la familia Nectariniidae.

## Distribución geográfica
Es endémica del este de la isla de Mindanao, en las Filipinas.
Sus hábitats naturales son las selvas tropicales húmedas de montaña.

## Estado de conservación
Está amenazada por la pérdida de su hábitat natural.